# Tipula lipophleps
Tipula lipophleps är en tvåvingeart som beskrevs av Edwards 1926. Tipula lipophleps ingår i släktet Tipula och familjen storharkrankar.
Artens utbredningsområde är Vietnam. Inga underarter finns listade i Catalogue of Life.